# Abu Nuvas
Abu Nuvas Hasan ibn Hani (oko 756. – oko 814.) bio je arapski pjesnik.

## Život i djelo
Abu Nuvas sin je Arapina i Perzijanke, smatraju ga jednim od najvećih pjesnika arapskog jezika. Napustio je tradicionalnu arapsku formu kaside i razvio nove slobodnije lirske oblike, svojom ljubavnom lirikom uticao je kako na kasnije orijentalne pjesnike (Hafiza i Omar Hajjama), tako i na europske (Heinrich Heine). U siječnju 2001. egipatsko Ministarstvo kulture dalo je spaliti oko 6.000 primjeraka njegovih knjiga homoerotske tematike.

## Bila je lijepa one večeri
| hrvatski prijevod Dalibor Brozović | engleski prijevod Richard Francis Burton |
| --- | --- |
| Bila je lijepa one večeri. U smionoj igri dopustila da joj skinem veo s ramena. Kada joj je noć ramena zaogrnula svojim pokrivalom, zagrlih je smionije. Al izvila mi se iz ruku i prošaptala: "Sutra!" U svjetlu dana bila je još ljepša i sjetih je obećanja. Rekla mi je, nasmiješiv se: "Ja sam dijete Abdale, kći čovjeka što je jahao na crvenom konju. Tamne riječi koje se u tami govore, gube izjutra svoj sjaj i ne vrijede danju." | “As love waxt longer less met we tway And fell out, but ended the useless fray; One night in the palace I found her fou’; Yet of modesty still there was some display: The veil from her shoulders had slipt; and showed Her loosened trousers Love’s seat and stay: And rattled the breezes her huge hind cheeks And the branch where two little pomegranates lay: Quoth I, ‘Give me tryst;’ whereto quoth she To-morrow the fane shall wear best array:’ Next day I asked her, ‘Thy word?’ Said she ‘The promise of Night is effaced by Day.’” |

Iz Tisuću i jedne noći, (radi se o 386. noći, priči o Harunu al-Rašidu i tri pjesnika).